# GPR12
GPR12 (англ. G protein-coupled receptor 12) – білок, який кодується однойменним геном, розташованим у людей на короткому плечі 13-ї хромосоми. Довжина поліпептидного ланцюга білка становить 334 амінокислот, а молекулярна маса — 36 730.
| 10         |  | 20         |  | 30         |  | 40         |  | 50         |
| ---------- |  | ---------- |  | ---------- |  | ---------- |  | ---------- |
| MNEDLKVNLS |  | GLPRDYLDAA |  | AAENISAAVS |  | SRVPAVEPEP |  | ELVVNPWDIV |
| LCTSGTLISC |  | ENAIVVLIIF |  | HNPSLRAPMF |  | LLIGSLALAD |  | LLAGIGLITN |
| FVFAYLLQSE |  | ATKLVTIGLI |  | VASFSASVCS |  | LLAITVDRYL |  | SLYYALTYHS |
| ERTVTFTYVM |  | LVMLWGTSIC |  | LGLLPVMGWN |  | CLRDESTCSV |  | VRPLTKNNAA |
| ILSVSFLFMF |  | ALMLQLYIQI |  | CKIVMRHAHQ |  | IALQHHFLAT |  | SHYVTTRKGV |
| STLAIILGTF |  | AACWMPFTLY |  | SLIADYTYPS |  | IYTYATLLPA |  | TYNSIINPVI |
| YAFRNQEIQK |  | ALCLICCGCI |  | PSSLAQRARS |  | PSDV       |  |            |

A: Аланін

C: Цистеїн

D: Аспарагінова кислота

E: Глутамінова кислота

F: Фенілаланін

G: Гліцин

H: Гістидин

I: Ізолейцин

K: Лізин

L: Лейцин

M: Метіонін

N: Аспарагін

P: Пролін

Q: Глутамін

R: Аргінін

S: Серин

T: Треонін

V: Валін

W: Триптофан

Кодований геном білок за функціями належить до рецепторів, g-білокспряжених рецепторів, білків внутрішньоклітинного сигналінгу, фосфопротеїнів. 
Локалізований у клітинній мембрані, мембрані.